# Загрядчино
Загря́дчино — село Лев-Толстовского района Липецкой области, входит в состав Топовского сельсовета.

## Название
Название — по служилым людям Загряжским, которые во второй половине XVII в. имели на р. Toпкой поместную землю.

## История
Деревня на поместной земле появилась в последней четверти XVII в. Населили её, всего вероятнее, крестьяне с. Топки, так как она в документах 1771 г. отмечается под названием Maлые Топки.
Богородицкое, Загрядчино тож, в качестве деревни Малые Топки первоначально принадлежало к приходу села Топки. Прошение о построении в этой деревни отдельной церкви было подано владельцем её — Загряжским в 1804 году, в 1807 г. постройка церкви разрешена была св. Синодом с тем, чтобы из Топок второй комплект священно-церковно служителей был переведен к имеющей построиться церкви в Малых Топках. Хотя храмозданная грамота на построение в селе Загрядчине каменной церкви в честь иконы Божьей Матери Казанской с приделом Архангельским дана преосвящ. Амвросием в 1808 году, тем не менее церковь отстроена и освящена была только в 1814 г. Находящаяся в одной связи с церковью колокольня построена с ней одновременно.
В XIX — начале XX века село входило в состав Никольской волости Раненбургского уезда Рязанской губернии. В 1906 году в селе было 104 дворов.
С 1928 года село являлось центром Загрядчинского сельсовета Троекуровского района Козловского округа Центрально-Чернозёмной области, с 1954 года — в составе Липецкой области, с 1963 года — в составе Топовского сельсовета Чаплыгинского района.

## Население
| 1859 | 1897 | 1906 | 1920  | 1932 | 1997 | 2010 |
| ---- | ---- | ---- | ----- | ---- | ---- | ---- |
| 759  | ↗790 | ↘648 | ↗1008 | ↘601 | ↘225 | ↘212 |